# Peter Schuyff
Peter Schuyff, (Baarn, 1958), is een Amerikaanse schilder, beeldhouwer en muzikant.
Schuyff is geboren in Nederland maar verhuisde in 1967 met zijn familie naar Vancouver, Canada. Schuyff's moeder was een kunstenaar en zijn vader een hoogleraar economie aan de Simon Fraser Universiteit. Peter raakte gefascineerd door de radicale opvattingen van de kunstwereld in de jaren '60 en '70 en vooral met bekende figuren zoals Andy Warhol en Willem de Kooning. Hij groeide op in Canada en kreeg zijn opleiding in de kunst aan de Vancouver School of Art.
Hij leefde bijna twee decennia in het Chelsea Hotel en verkocht van daaruit zijn schilderijen. In de jaren tachtig verhuisde Schuyff naar East Village van Manhattan en samen met artiesten als Ashley Bickerton, Jerry Brown, David Burdeny, Catharine Burgess, Marjan Eggermont, Paul Kuhn, Eve Leader, Daniel Ong en Tanya Rusnak behoorde hij tot de Neo-Geo kunstbeweging. 
Schuyff's werk werd opgenomen in de collecties van het MOMA in New York; Metropolitan Museum of Art, New York; MOCA, Los Angeles; Moderna Museet in Stockholm; Nederlandse ministerie van Buitenlandse Zaken; Dakis Joannou Collection; The Fisher Landau stichting; Portland Art Museum, Portland; het Spencer Museum of Art in Kansas en werd opgenomen in de beroemde kunstcollectie van Herbert en Dorothy Vogel.
Schuyff's werk werd tentoongesteld op de biënale van 2014 in Whitney.

## The Woodwards
Rond de eeuwwisseling verhuisde hij naar Amsterdam. In 2009 verscheen een eerste cd met zelfgeschreven repertoire op onder de naam The Woodwards. Op zijn tweede werkt hij samen met de Engelse zangeres Stevie Guy, gitarist Maarten van der Grinten en drummer Boudewijn Bauw. De muziek bestaat uit een mix van folk noir, country en blues.

## Tentoonstellingen (selectie)
- 2014 - Sorry We’re Closed, Brussel
- 2013 -  geselecteerd werk 1986–2012, galerie Karl Pfefferle, München
- 2009 - Gabriel Rolt Gallery, Amsterdam
- 2007 - Nicole Klagsbrun Gallery, New York
- 2006 - STATE Gallery, Vancouver
- 2004 - Galerie Leyendecker, Tenerife
- 2002 - Gallreia in Arco, Turijn
- 2001 - Bill Maynes Gallery, New York
- 1998 - Ulrich Museum, Wichita, Kansas
- 1994 - Thomas Rehbein Gallery, Keulen, Duitsland
- 1993 - Anders Tornberg Gallery, Lund, Zweden
- 1990 - Thomas Chon, Rio de Janeiro, Brazilië
- 1985 - Akira Ikeda Gallery, Nagoya, Japan
- 1982 - White Columns, New York